# Тулекеев, Ильяс Валерьевич
Тулекеев Ильяс Валерьевич (род. 2 августа 1969, г. Алма-Ата, Казахская ССР, СССР) — казахстанский предприниматель, генеральный директор горнорудной компании «KAZ Minerals Bozymchak», разрабатывающей медно-золоторудное месторождение «Бозымчак» на юге Кыргызской Республики; сопредседатель Кыргызско-Казахстанского Делового Совета.

## Биография
Родился и вырос в г.Алма-Ата, Республика Казахстан. После окончания средней школы в г. Алма-Ата с 1988—1989 гг. проходил воинскую службу в рядах ВМФ СССР.
В 1992 году окончил Казахский Политехнический Институт им. В. И. Ленина, Алма-Ата по специальности «инженер-металлург». В 2000 году окончил Евразийский Институт рынка, г. Алма-Ата по специальности «экономист-финансист».
В 2009 году окончил Высшую школу международного бизнеса, Академия Народного хозяйства при Президенте РФ, Москва, «Международный бизнес» (МВА). В 2008 году прошёл курс обучения по программе «Практика управления проектами в компании», Санкт-Петербургское отделение Института Проектного Менеджмента, Стандарт ANSI PMI PMBOK GUIDE 3RD Edition.
В 2018 году защитил диссертацию на соискание учёная степени кандидата экономических наук на тему «Совершенствование управления и инновационное развитие горнорудной промышленности Кыргызстана».
В 2021 году присвоено звание почётного профессора Кыргызского государственного университета геологии, горного дела и освоения природных ресурсов имени академика У. Асаналиева (Протокол № 10 от 24.06.2021 г.).

## Трудовая деятельность
Трудовую деятельность начал директором по в АО «Ардак» г. Алма-Ата, был ведущим специалистом в Государственной внешнеторговой компании «Отырар», затем главным специалистом АО «Мирас», генеральным менеджером, вице-президентом АО «АЗXС» г. Актобе. С 1998 г. по 2002 гг. был Президентом ОАО «Цветметснаб» г. Алматы.
С 2002—2006 годы был Вице-Президентом, заместителем генерального директора ТОО «Вертекс Холдинг» г. Алматы, с 2006—2008 годы работал заместителем Генерального директора по коммерции и сбыту, директором по снабжению ТОО «Корпорация Казахмыс» г. Джезказган. С 2004 по 2012 г. был Генеральным директором ТОО «Вертекс Голд Компани» г. Бишкек.
С 2011 года является генеральным директором ОсОО «КАЗ Минералз Бозымчак» (ранее ОсОО «Kazakhmys Gold Kyrgyzstan») — крупнейшей горнорудной компании Кыргызской Республики. Месторождение «Бозымчак» расположено на юге страны, в Джалал-Абадской области. Компания «KAZ Minerals Bozymchak» входит в Группу компаний KAZ Minerals.
Горно-обогатительный комбинат Бозымчак — первый инвестиционный проект Группы KAZ Minerals за пределами Казахстана.
В 1 августа 2015 года состоялся торжественный запуск горно-обогатительного комбината «Бозымчак». С началом работы предприятия впервые в Кыргызстане была создана медная промышленность.
За период деятельности в экономику Кыргызской Республики инвестировано порядка 450 млн долларов США.
С 2020 года ведётся строительство подземного рудника.
На горно-обогатительном предприятии работает порядка 1400 человек, из которых 97 % — граждане Кыргызской Республики.
Член правления Международного делового совета (МДС), с 2012 года.
Член Кыргызско-Британского Делового Совета, с 2022 года.
Сопредседатель Кыргызско-Казахстанского Делового Совета, с 2022 года.

## Награды и звания
- Медаль «Ардак» «За вклад в укрепление правопорядка» от МВД Кыргызской Республики (2012 год).
- Медаль «Карегимде Мекен чеги» от Государственной пограничной службы КР за укрепление пограничного сотрудничества (2013 год).
- Лучший руководитель года по версии ряда правительственных СМИ (номинация присуждается ежегодно с 2013 года).
- Звание Почётного гражданина Кок-Таша (2014 год).
- Звание Почётного гражданина Кок-Серека (2014 год).
- Звание Почётного гражданина Ала-Букинского района (2015 год)
- Знак «Отличник здравоохранения Кыргызской Республики» Министерства здравоохранения КР за значительный вклад в социально-экономическое развитие страны (2014 год).
- Почётная грамота министерства экономики Кыргызской Республики за значительный вклад компании в развитие экономики Кыргызской Республики (2016 год).
- Почётная грамота Правительства Кыргызской Республики за достигнутые трудовые успехи и за значительный вклад в социально-экономическое развитие Кыргызской Республики (2016 год).
- Знак"Кеншi данкы" Министерства по инвестициям и развитию Республики Казахстан (2017 год).
- Орден «Афган», организация ветеранов-афганцев Кыргызской Республики (2019 год).
- Орден «Мәңгілік Данқ», Союз ветеранов Афганистана Республики Казахстан (2019 год).
- Медаль «Любовь и признание солдатских матерей» (2019 год).
- Медаль «Кыргыз Туусу» гезитине 95 жыл" (2019 год).
- Медаль «Эмгек сиңиргендиги учун» (2020 год).
- Медаль «Мекенчил инсан» (2020 год).
- Медаль «Эгемендуулуктун Каарманы» (2021 год).
- Орден «Курмет». Награждён Указом Президента Республики Казахстан К.-Ж. Токаева (2021 год).
- Юбилейная медаль в честь 30-летия дипломатической службы Республики Казахстан (2022 год).
- Медаль «За сотрудничество» Министерства природных ресурсов, экологии и технического надзора Кыргызской Республики (2023 год).
- Орден «Данакер» (28 марта 2024 года, Кыргызстан) — за большой вклад в социально-экономическое развитие Кыргызской Республики и укрепление сотрудничества между Кыргызской Республикой и Республикой Казахстан[1][2].
- Золотой значок — высший знака признания в Группе KAZ Minerals. Награждён за большие достижения в работе и значительный личный вклад в развитие компании «КАZ Minerals Bozymchak» (2024 год).